# Cono Island
Die Cono Island (spanisch Islote Cono, im Vereinigten Königreich Cone Island, beides sinngemäß übersetzt Kegelinsel) ist eine auffällig kegelförmige Insel vor dem südwestlichen Teil der westantarktischen Adelaide-Insel. Sie liegt südlich der Gruppe der Chatos-Inseln.
Teilnehmer einer von 1952 bis 1953 dauernden argentinischen Antarktisexpedition gaben ihr ihren deskriptiven Namen, der vom Advisory Committee on Antarctic Names im Jahr 1964 ins Englische überführt und vom UK Antarctic Place-Names Committee im selben Jahr zur Gänze übersetzt wurde.